# Масовий психоз
Поширений тип масової істерії виникає, коли група людей вважає, що вони мають подібну хворобу або нездужання, іноді це називають масовою соціогенною хворобою або епідемічною істерією.

## Середньовіччя
- Відповідно до розповіді, написаної автором у 1784 році, черниця, яка жила в німецькому монастирі в 15 столітті, почала кусати своїх супутників, і незабаром така поведінка поширилася в інших монастирях Німеччини, Голландії та Італії.[3]
- В «Епідеміях Середньовіччя», збірці творів 1844 року, написаній Дж. Ф. К. Гекером (у перекладі Бенджаміна Гая Бабінґтона), примітка перекладача Бабінґтона, цитуючи безіменний медичний підручник, згадує історію черниці, яка жила у французькому монастирі протягом невизначеного часу (імовірно в середні віки), яка незрозумілим чином почала нявкати, як кіт, незабаром змусивши інших черниць у монастирі також нявкати. Згодом усі черниці в монастирі певний час нявкали разом, викликаючи здивування навколишньої громади. Це не припинялося, доки поліція не погрожувала монахиням батогом.[4]

## 1500—1800
- Суди над відьмами в ранньомодерний період із 1450 по 1750 рік і особливо з 1580 по 1630 рік.
- Танцювальна чума 1518 року — випадок танцювальної манії, що стався в Страсбурзі, Ельзас (на той час частина Священної Римської імперії) у липні 1518 року, коли багато людей танцювали днями.
- Ірландський страх (1688) — в Англії та деяких частинах Вельсу у грудні 1688 року під час Славної революції фальшиві повідомлення про те, що ірландські солдати спалювали та вбивали англійські міста, викликали масову паніку принаймні в 19 округах, коли тисячі людей озброювалися та готувалися до протистояння неіснуючим групам ірландців-мародерів.[5]
- Суди над відьмами в Салемі (1692—1693) — у колоніальному штаті Массачусетс у дівчат-підлітків Ебігейл Вільямс, Бетті Перріс, Енн Путнам-молодшої та Елізабет Габбард почалися напади, які, за словами міністра, були «не під силу епілептичним нападам або природним захворюванням». ефекту".[6] Результатом подій стали суди над салемськими відьмами, серія слухань, у результаті яких було страчено 20 громадян і смерть п'яти інших жителів Салем-Віллідж, Массачусетс (нині Денверс, Массачусетс) і сусідніх міст, яких звинувачували в захопленні чаклунством.[7] Цей епізод є одним із найвідоміших випадків масової істерії в Америці, і його використовували в політичній риториці та популярній літературі як яскраве застереження про небезпеку ізоляціонізму, релігійного екстремізму, фальшивих звинувачень і порушень належного процесу.[8]
- Вюрцбург, Німеччина (1749) — спалах криків, звивань і трансу в жіночому монастирі призвів до страти підозрюваної відьми.[9]
- Великий Страх (1789) — загальна паніка, яка мала місце між 17 липня та 3 серпня 1789 року, на початку Французької революції.[10]

## 1800—1950 рр
- Істерія про привидів Гаммерсміта (1803) — у листопаді 1803 року почали поширюватися історії про спостереження за привидами в районі Гаммерсміт на заході Лондона. Багато людей припускали, що привид належав привиду недавньої жертви самогубства, похованого на церковному подвір'ї Гаммерсміта, що відповідало поширеним у той час уявленням про те, що самогубців не можна ховати на священних місцях, оскільки їхні душі не зможуть знайти там спокою. Усі свідки повідомили, що привид був дуже високим і повністю одягненим у біле, а деякі додали до суміші роги та скляні очі. У міру того, як все більше людей стверджували, що вони не тільки бачили привида Гаммерсміта, але й зазнали його нападу, тривога швидко переросла у широку паніку та, зрештою, до масової істерії. Налякані жителі у відповідь взяли зброю та почали стежити за територією. Ця реакція призвела до того, що один представник громадськості, Френсіс Сміт, помилково застрелив муляра Томаса Міллвуда, вважаючи його за привида.[11]
- Спостереження Джека-стрибунця (1837—1904) — найдавніші відомі спостереження Джека на підборах, легендарної фігури в англійському фольклорі, відбулися в Лондоні в 1837 році, а остаточне підтверджене спостереження відбулося місце в Ліверпулі в 1904 р.[12][13]
- «Епідемія письменницького тремору» (1892, 1904) — права рука 10-річної дівчинки в Грос-Тінц почала тремтіти, що переросло в напади всього тіла, які поширилися на 19 інших учнів. Подібна епідемія торкнулася 20 у Базелі, Швейцарія. Через дванадцять років Базельська школа пережила ще один спалах, який вразив 27 учнів. Кажуть, що легенда про перший спалах зіграла свою роль.[14]
- Монреаль (1894) — 60 студентів жіночої семінарії мали спалах припадків, деякі з них тривали до 2 місяців.[14]
- «Хвороба тремтіння» (1905–06) — приблизно 237 дітей постраждали з жовтня 1905 року по травень 1906 року в Майсені, Німеччина.[14]
- (заперечується) Чудо Сонця (13 жовтня 1917 р.) Чудо Сонця, також відоме як Чудо у Фатімі, — це серія подій, які, за повідомленнями, відбулися чудесним чином, свідками яких був великий натовп, який зібрався у Фатімі, Португалія, у відповідь на пророцтво трьох дітей. Газети опублікували свідчення очевидців, які сказали, що бачили надзвичайну сонячну активність. Скептично налаштовані аналітики пояснюють ці заяви «психологічною навіюваністю свідків».[15]
- Галіфакс Слешер (1938) — «Галіфакс Слешер» — це назва ймовірного нападника на жителів, переважно жінок, міста Галіфакс, Англія, у листопаді 1938 року. Тижневий страх почався після того, як дві жінки заявили, що на них напав таємничий чоловік з молотком і «яскравими пряжками» на його взутті.[16] Далі з'явилися повідомлення про напади чоловіка з ножем або бритвою. Ситуація стала настільки серйозною, що Скотланд-Ярд був викликаний на допомогу поліції Галіфакса.[17] 29 листопада один із ймовірних постраждалих зізнався, що завдав собі шкоди за увагу. Незабаром інші зізналися в подібному стані, і розслідування Ярда дійшло висновку, що жоден із нападів не був справжнім. П'ятьох місцевих жителів згодом звинуватили в хуліганстві, а чотирьох відправили до в'язниці.[16]
- Радіопередача «Війна світів» (1938) — газетні заголовки повідомляли, що тисячі американців були охоплені панікою через радіоспектакль Орсона Веллса, переконані, що Америка зазнала смертоносної атаки марсіан.[18]
- Белв'ю, Луїзіана (1939) — у дівчини під час щорічних танців у середній школі після повернення додому з'явилося сіпання ноги. Напади посилилися та поширилися на друзів протягом наступних кількох тижнів.[14]
- Mad Gasser of Mattoon (1940-ті) — Маттун, Іллінойс
- Ракети-привиди (1946) — представники німецької, британської та скандинавської розвідок дійшли висновку, що ракети-привиди, про які повідомлялося над Скандинавією, є випадком масової істерії (серед інших висновків).[19]
- Токіо, Японія (1947 р.) — 29 травня 1947 р. радіостанція збройних сил Сполучених Штатів у Токіо (WVTR) передала «бюлетень новин» про те, що 20-футове морське чудовисько, помічене в Токійській затоці, подорожує вглиб країни.[20][21][22][23][24]
- 1947 - божевілля літаючих дисків

## 1950−2000 роки
- Епідемія виїмок на лобовому склі в Сіетлі (1954)
- Епідемія сміху в Танганьїці (1962) — розпочалася 30 січня 1962 року в місійній школі-інтернаті для дівчат у Кашаші, Танзанія. Сміх почався з трьох дівчат і безладно поширився по всій школі, вразивши 95 зі 159 учнів віком 12–18 років.[25][26] У постраждалих симптоми тривали від кількох годин до 16 днів. Педагогічний колектив не постраждав, але повідомили, що учні не можуть зосередитися на своїх уроках. 18 березня 1962 року школа була змушена закритися.[27] Після того, як школу закрили, а учнів відправили додому, епідемія поширилася на Ншамбу, село, де проживало кілька дівчат.[27] У квітні-травні в селі насмішилися 217 осіб, більшість із яких — школярі та доросла молодь. Кашаську школу відкрили 21 травня, а наприкінці червня знову закрили. У червні епідемія сміху поширилася на жіночу середню школу Рамашеньє поблизу Букоби, вразивши 48 дівчат. Ще один спалах стався в Каньянгереці, і дві школи для хлопчиків поблизу були закриті.[25]
- Червнева епідемія комах (1962) — У швейному цеху американської текстильної фабрики спалахнула загадкова хвороба. Симптоми включали оніміння, нудоту, запаморочення та блювоту. Швидко поширилася інформація про жука на фабриці, який може кусати своїх жертв і спричиняти у них розвиток вищезгаданих симптомів.[28] Незабаром на цю загадкову хворобу захворіли 62 співробітники, деякі з них були госпіталізовані. Про випадок повідомили ЗМІ. Після дослідження лікарів компанії та експертів із Центру інфекційних захворювань Служби громадської охорони здоров'я США зробили висновок, що це була масова істерія. Хоча дослідники вважали, що деякі працівники були укушені жуком, причиною симптомів, ймовірно, була тривога. Ніколи не знаходили жодних доказів існування жука, який міг би спричинити зазначені вище грипоподібні симптоми, і не всі працівники демонстрували укуси.
- Велш, Луїзіана (1962) — У зв'язку з тим, що шкільні чиновники ретельно перевіряли сексуальну активність учнів, а також після чуток про обов'язкові тести на вагітність, 21 дівчинка та один хлопчик у 6-11 класах протягом шести місяців страждали від нападів та інших симптомів.[14]
- Блекберн непритомність (1965) — У жовтні 1965 року кілька дівчат у школі для дівчат поскаржилися на запаморочення в Блекберні, Англія.[29] Деякі знепритомніли. Протягом кількох годин 85 дівчат зі школи були доставлені на «швидкій» до найближчої лікарні після того, як вони втратили свідомість. Симптоми включали непритомність, стогін, стукіт зубами, гіперпное та тетанія.[29] Приблизно через рік медичний аналіз події виявив, що спалахи почалися серед 14-річних, але найбільша захворюваність перемістилася в наймолодші вікові групи.[29] Не було жодних доказів забруднення їжі чи повітря.[29] Молодші дівчата виявилися більш сприйнятливими, але розлад був сильнішим і тривав довше у старших дівчат.[29] Використовуючи опитування особистості Айзенка, ті, хто постраждав, мали вищі показники екстравертності та невротизму.[29] Вважалося, що епідемія була істеричною, що попередня епідемія поліомієліту зробила населення емоційно вразливим, і що тригодинний парад, який спричинив 20 непритомностей за день до першого спалаху, був конкретним тригером.[29]
- Маунт-Плезант, Міссісіпі (1976) — Керівництво школи запідозрило вживання наркотиків після того, як 15 учнів впали на землю, звиваючись, але наркотиків не знайшли, і винуватцем вважають істерику. Одного разу третина з 900 учнів школи залишилася вдома, боячись, що їх «обдурять».[14]
- Малайзія (1970-і–1980-і) — Масова істерія в Малайзії охопила дівчат шкільного віку та молодих жінок, які працюють на фабриках. Місцеві жителі пояснили цей спалах тим, що «духи» охопили дівчат і молодих жінок.[30][31]
- Інцидент Голлінвелл (1980) — Близько 300 людей, переважно дітей, але включно з дорослими та немовлятами, раптово виникли напади непритомності, нудота та інші симптоми. Цей інцидент залишається одним із яскравих прикладів масової істерії.
- Епідемія непритомності на Західному Березі (1983) — серія інцидентів у березні 1983 року, коли 943 палестинських дівчат-підлітків, переважно школярки, і невелика кількість жінок-солдат ЦАХАЛу знепритомніли або скаржилися на нудоту на Західному Березі. Ізраїль звинуватили у використанні хімічної зброї для стерилізації жінок на Західному Березі, тоді як джерела в ЦАХАЛі припускали, що палестинські бойовики використовували токсичну речовину для розпалювання заворушень,[32] але дослідники дійшли висновку, що навіть якщо певний подразник навколишнього середовища спочатку був наявний, хвиля скарг зрештою була продуктом масової істерії. Цей висновок був підтриманий представником охорони здоров'я Палестини, який сказав, що хоча 20 % ранніх випадків, можливо, були спричинені вдиханням якогось газу, решта 80 % були психосоматичними.[33]
- Істерія сексуального насильства в дитячому садку — моральна паніка, яка виникла в основному в 1980-х і на початку 1990-х років, показуючи звинувачення проти постачальників дитячих садків у кількох формах жорстокого поводження з дітьми, включаючи сатанинське ритуальне насильство.[34][35]
- Сан-Дієго (1988) — ВМС США евакуювали 600 чоловік з казарм; 119 були відправлені в лікарні Сан-Дієго зі скаргами на утруднене дихання. Жодних ознак токсинів, харчового отруєння чи будь-якої іншої причини не виявлено.[36]
- Отруєння студенів у Косову (1990) — ймовірне отруєння тисяч косівських молодих людей токсичними газами,[37] професор медицини Зоран Радованович дійшов висновку, що це продукт масової істерії.[38]
- Ганеша питне молоко чудо (1995)
- Pokémon shock (1997) — інцидент, під час якого тисячі японських дітей, очевидно, мали судоми під час перегляду «<Dennō Senshi Porygon», епізоду Pokémon.[39][40]
- Бельгія (червень 1999) — Coca-Cola вилучила з продажу 30 мільйонів одиниць своїх безалкогольних напоїв після того, як понад сто людей у Бельгії та на півночі Франції поскаржилися на судоми, нудоту та інші проблеми після вживання безалкогольних напоїв. Тестування не виявило жодних доказів забруднення продукту, і повідомлялося, що інцидент був панікою, можливо, викликаною виявленням діоксинів у бельгійському м'ясі, що призвело до падіння національного уряду на початку того року.[41]

## 2000–тепер
- Людина-мавпа з Делі (2001) — Чутки про те, що волохате чудовисько, схоже на мавпу, напало на людей у Делі в Індії, призвели до смерті кількох охоплених панікою людей, які впали з дахів або сходів, рятуючись від того, що вони вважали чудовиськом.
- Північна Кароліна (2002) — У десяти дівчат у сільській середній школі Північної Кароліни почалися судоми та інші симптоми. Симптоми зберігалися протягом п'яти місяців на різних рівнях. Інциденти, як правило, траплялися поза уроками, причому половина всіх інцидентів, за оцінками, сталася близько обідньої години. Половина постраждалих були вболівальницями або колишніми вболівальницями.[14][42]
- «Полуниця з цукровим вірусом» (2006) — У травні 2006 року в португальських школах повідомили про спалах так званого вірусу Morangos com Açúcar Virus («Полуниця з цукровим вірусом»), названого на честь популярного підліткового шоу Morangos com Açúcar («Полуниця з цукром»). Принаймні 300 учнів у 14 школах повідомили про симптоми, подібні до тих, які відчували персонажі недавнього епізоду, коли небезпечний для життя вірус вразив школу, зображену в серіалі.[43] Симптоми включали висип, утруднене дихання та запаморочення. Переконання, що стався спалах захворювання, змусило деякі школи тимчасово закритися. Португальський національний інститут невідкладної медичної допомоги зрештою назвав хворобу масовою істерією.[43]
- Мехіко (2006—2007) — У період з жовтня 2006 по червень 2007 р.,[44] поблизу Чалко, робітничого передмістя Мехіко, масова істерія призвела до спалаху незвичайних симптомів, які відчули понад 500 підлітків-учениць у дитячій сільській школі (Villa de las Ninas), католицькій школі-інтернаті.[45][46] Постраждалим студентам було важко ходити, у них була лихоманка та нудота, деякі були частково паралізовані.[44]
- Вінтон, Вірджинія (2007) — Спалах судом, головних болів і запаморочення вразив щонайменше дев'ять дівчат і одного вчителя середньої школи Вільяма Берда. Випадок тривав кілька місяців на тлі інших страхів у сфері охорони здоров'я.[47]
- Танзанія (2008) — У вересні 2008 року 20 дівчат у школі в Табора почали непритомніти під час складання випускних іспитів.[48] Масову непритомність пов'язують із неврозом, пов'язаним із місцевою практикою чаклунства.[49]
- Афганістан (2009–) — Приблизно з 2009 року почали надходити повідомлення про сплеск явних отруєнь у школах для дівчаток по всьому Афганістану, симптоми яких включали запаморочення, непритомність і блювоту. Організація Об'єднаних Націй, Всесвітня організація охорони здоров'я та Міжнародні сили сприяння безпеці НАТО проводили розслідування інцидентів протягом багатьох років, але так і не знайшли жодних доказів токсинів чи отруєнь у сотнях досліджених зразків крові, сечі та води. Висновок слідчих — у дівчат масове психогенне захворювання.[50][51] Незважаючи на ці висновки, афганські чиновники часто звинувачують в інцидентах Талібан, звинувачуючи їх у забрудненні шкільного водопостачання або використанні отруйного газу.[51]
- Бруней (2010) — У квітні та травні 2010 року у двох середніх школах для дівчат у Брунеї сталися випадки масової істерії.[52] Остання знаменна подія сталася 24 квітня 2014 року в державній середній школі. Це явище викликало хвилю паніки серед багатьох батьків, педагогів та представників громади. Деякі зі студентів, які постраждали від цього явища, стверджували, що були одержимі духами або джинами, демонструючи гістріонні симптоми, такі як крик, тремтіння, непритомність і плач.
- Ле-Рой, Нью-Йорк (2011–12) — Після того, як у 2011 році у 12 старшокласниць виникли симптоми, схожі на Туретта, їхню школу перевірили на наявність токсинів, і всі інші фактори, що спричинили їхні симптоми, були виключені. Цей випадок, а також деякі дівчата та їхні батьки привернули увагу національних ЗМІ. У січні 2012 року ще кілька студентів і 36-річна доросла жінка звернулися з подібними симптомами. Усім їм діагностували конверсійний розлад.[53][54]
- Шрі-Ланка (2012) — З 15 по 20 листопада 2012 року масова істерія сталася в 15 школах Шрі-Ланки. Понад 1900 школярів із 15 шкіл Шрі-Ланки та п'ять вчителів пройшли лікування від ряду симптомів, які включали шкірні висипання, блювоту, запаморочення та кашель через алергічні реакції, які, як вважають, були масовою істерією. Воно виникло в Jinaraja Balika Vidyalaya в Гамполі 15 листопада 2012 року, коли 1100 студентів потрапили до лікарні з цілим рядом симптомів, які включали шкірні висипання, блювоту, запаморочення та кашель. Пізніше влада була змушена закрити школу на 3 дні. Після цього 16–19 листопада з'явилося більше повідомлень про те, що у студентів з інших частин країни спостерігали схожі симптоми.[55]
- Чарлі Чарлі паніка (2015) — четверо підлітків у Тунха, Колумбія, були госпіталізовані, а кілька підлітків у Домініканській Республіці вважалися «одержимими сатаною» після гри у вірусну гру Charlie Charlie Challenge.[56]
- 2016 клоунські спостереження — Спостереження людей у костюмах злих клоунів у Сполучених Штатах, Канаді та 18 інших країнах відкинули як випадок масової істерії, заявивши, що страх перед клоунами (який поширений у дітей та дорослих) може бути основною причиною.[57] Вебсайт Vox також стверджував, що «Велика клоунська паніка 2016 року була увічнена практично всіма, крім справжніх клоунів».[58]
- Повторна епідемія масової істерії в Непалі (2016—2018 рр.) — Унікальний феномен «повторної епідемії масової істерії» був зареєстрований у школі округу П'ютан на заході Непалу у 2018 році. Після того, як 9-річна дівчинка почала плакати і епізоди криків швидко постраждали й від інших дітей тієї ж школи, в результаті чого постраждали 47 учнів (37 дівчат, 10 чоловіків) того самого дня. З 2016 року подібні епізоди масового психогенного захворювання в одній і тій же школі відбуваються щороку. У 2016 році захворіли дванадцять учнів, а в 2017 році загалом 18 учнів тієї ж школи постраждали з різними симптомами протягом одного дня. Тому вважалося, що це унікальний випадок повторюваної масової істерії.[59][60]
- Гаванський синдром (2016—2023) У 2016 році співробітники посольства США та Канади в Гавані на Кубі вперше повідомили про ідіопатичні симптоми, які в основному відчувають за кордоном урядовці США та військовий персонал, варіюючи за ступенем тяжкості від болю та дзвону у вухах до когнітивної дисфункції. Починаючи з 2017 року, більше людей, у тому числі розвідка та військовий персонал США та їхні сім'ї, повідомили про наявність цих симптомів у різних місцях світу, зокрема у Вашингтоні, округ Колумбія. Багато офіційних осіб федерального уряду США та агенцій звинуватили у зареєстрованих захворюваннях напади невідомих іноземних агентів із використанням невідомих засобів озброєння. У березні 2023 року сім американських розвідувальних агенцій завершили розгляд запропонованих справ і повідомили, що «наявні розвіддані незмінно вказують на причетність супротивників США до спричинення повідомлених інцидентів» і що причетність іноземного супротивника «дуже малоймовірна»..
- Рейс Emirates 203 (вересень 2018 р.) — 106 із 521 пасажирів 14-годинного рейсу з Дубая до Нью-Йорка повідомили про такі симптоми, як кашель, чхання, гарячка або блювота. Пілот повідомив про це наземний персонал аеропорту, а співробітники Центрів контролю та профілактики захворювань США зустріли та помістили на карантин літак у Нью-Йорку та обстежили пасажирів, 11 з яких були відправлені до лікарні. Кілька пасажирів «рейсу з пекла» виявились хворими на звичайну застуду або грип, а інші пасажири прийшли до переконання, що вони теж хворі після спостереження за оточуючими.[61][62]
- Кетерег, Малайзія (2019) — У серпні 2019 року BBC повідомило, що школярки в національній середній школі Кетерег (НСШ Кетерег) у Келантані почали кричати, а деякі стверджували, що бачили «обличчя чистого зла». Професор Саймон Весслі, колишній президент Королівського коледжу психіатрів, припустив, що це форма «колективної поведінки». Роберт Бартоломью, медичний соціолог, припустив, що це пов'язано з суворішим дотриманням ісламського права в школі. Школа відреагувала на спалах, вирубавши дерева навколо школи, вважаючи, що вони є домом для надприродних духів.[63]
- Центр дівчат Стареге, Кенія (Жовтень 2019) — 52 студенти були ізольовані з невідомою хворобою, яка демонструвала симптоми пронизливого кашлю, чхання та субфебрильної температури, кількість яких згодом зросла до 68.[64] Коли їхня кількість зросла, адміністрація школи закрила її та наказала батькам забрати своїх дочок. Зразки, зібрані у постраждалих студентів, показали лише два випадки риновірусу, вірусу, який є основною причиною застуди. Провівши психологічне обстеження учнів, група спеціалістів із психічного здоров'я, направлена до школи Міністерством охорони здоров'я Кенії, дійшла висновку, що «таємнича» хвороба була випадком масової істерії.
- Повідомлення про масове отруєння іранських школярок (2022—2023) Серія передбачуваних хімічних атак, під час яких учні десятків шкіл в Ірані були отруєні різними невстановленими способами невстановленими злочинцями. Ці події почалися в листопаді 2022 року, і повідомлялося, що тисячі студентів були отруєні внаслідок нападів, які тривають, імовірно, мали місце в наступні місяці. Можливою причиною інцидентів названо масове психогенне захворювання.
- Загроза стрілянини у школах і університетах у Бразилії (2023) — після нападу на школу Блуменау в Блуменау, бразильському штаті Санта-Катаріна та стрілянини в школі Томазіа Монторо в Сан-Паулу прокотилася хвиля погроз щодо освітніх центрів по всій Бразилії: багато шкіл і університетів закрили, а учні відмовлялися відвідувати ці центри або батьки не дозволяли своїм дітям ходити до школи. Хоча деякі з цих загроз були реальними, більшість із них виявилася обманом, мотивованим масовою істерією.[65][66][67]

## Подальше читання
- Бартоломью, Роберт Е. (2001). Маленькі зелені чоловічки, нявкаючі черниці та панічні страхи: дослідження масових психогенних захворювань і соціальної омани. Макфарланд.
- Бартоломью, Роберт Е; Еванс Гіларі. (2009). Спалах! Енциклопедія екстраординарної соціальної поведінки. Книги аномалістів.
- Крафт Амос Нортон. (1881). Епідемічні омани: містить викриття забобонів і шахрайства, які лежать в основі деяких стародавніх і сучасних оман, включаючи особливе посилання на сучасний спіритизм. Нью-Йорк: Phillips & Hunt.
- Флейшер Джефф. (2011). Останнє божевілля: Коротка історія масових істерій. Fall River Press.
- Маккей Чарльз. (видання 1856 р.). Спогади про надзвичайні народні омани та божевілля натовпу. Лондон, Нью-Йорк: G. Routledge and Sons.
- Верма, С. К.; Срівастава, DK (2003). Дослідження жертв масової істерії (люди-мавпи?) у Східному Делі. Індійський журнал медичних наук 57: 355—360.